# 易俗河镇
易俗河镇，湖南省湘潭县县城，1992年始迁于此，邮编411228。位于湘江之畔，与湘潭市区隔江相望。西面的易俗河（又称涓水）从衡山的祝融峰发源，在镇北与湘江汇合。易俗河位于107国道边，交通便利，是随着县治的迁移而新兴的城市。
2015年11月19日，梅林桥镇、易俗河镇成建制合并设立易俗河镇。

## 行政区划
全镇辖17个行政村，8个社区。
- 行政村：烟塘、云龙、山塘、青光、赤湖、八角、上马、水竹、金霞、京竹、青狮、赋江、杨溪、樟树、杉荫、河洲、银塘共计17个村民委员会。
- 社区：百花、富豪阁、赵家洲、吴家巷、凤形山、牛头岭、城塘、砚井共计8个社区居委会。

易俗河镇现辖：
吴家巷社区、富豪阁社区、凤形山社区、百花社区、赵家洲社区、砚井社区、牛头岭社区、城塘社区、烟塘村、山塘村、云龙村、赤湖村、八角村、金霞村、青光村、上马村、水竹湾村、京竹村、樟树村、杉茵村、河洲村、杨溪埠村、银塘村、赋江村和青狮村。

## 出身名人
- 罗亦农，中国共产党早期领导人，烈士。[3]:55
- 杨昭植，中国共产党早期党员，烈士。[3]:55